# Titularbistum Sanctus Germanus
Sanctus Germanus ist ein Titularbistum der römisch-katholischen Kirche. 
Es geht zurück auf das frühere Bistum Cornwall mit Sitz im Dorf St Germans in der Grafschaft Cornwall in England. Das Bistum gehörte der Kirchenprovinz Canterbury an.
| Titularbischöfe von Sanctus Germanus |                         |                                                          |                  |                   |
| Nr.                                  | Name                    | Amt                                                      | von              | bis               |
| 1                                    | Pierre-Marie Théas      | emeritierter Bischof von Tarbes und Lourdes (Frankreich) | 12. Februar 1970 | 10. Dezember 1970 |
| 2                                    | James Joseph McGuinness | Koadjutorbischof von Nottingham (Großbritannien)         | 2. Februar 1972  | 31. Oktober 1974  |
| 3                                    | Joseph Peter O’Connell  | Weihbischof in Melbourne (Australien)                    | 24. Januar 1976  | 27. April 2013    |
| 4                                    | Nicholas Hudson         | Weihbischof in Westminster (Großbritannien)              | 31. März 2014    |                   |